# Zittig-Moulin
Zittig-Moulin (lb. Zëtteger Millen, niem. Zittiger Mühle) – mała miejscowość (lieu-dit) we wschodnim Luksemburgu, w kantonie Echternach, w gminie Bech. Do 3 października 2015 miejscowość leżała w dystrykcie Grevenmacher.  